# Епсилон (слово)
Епсилон, (Έψιλον, велико слово Ε, мало слово ε) је пето слово грчког алфабета. У систему грчких цифара има вредност 5. Изведено је од феничанског Хе . Слова која су настала су латиничко E и ћириличко Е.

## Употреба

### Физика
У физици са Е се означава електромоторна сила. Са ε означава се деформација тела.